# Xiling Linchang (bondby i Kina, Heilongjiang Sheng, lat 47,41, long 128,70)
Xiling Linchang (kinesiska: 西岭林场) är en bondby i Kina. Den ligger i provinsen Heilongjiang, i den nordöstra delen av landet, omkring 240 kilometer nordost om provinshuvudstaden Harbin. Antalet invånare är 384. Befolkningen består av 192 kvinnor och 192 män. Barn under 15 år utgör 4,0 %, vuxna 15-64 år 78 %, och äldre över 65 år 17,0 %.
Runt Xiling Linchang är det ganska glesbefolkat, med 40 invånare per kvadratkilometer. Närmaste större samhälle är Jiefang Jingyingsuo, 19,5 km nordväst om Xiling Linchang. I omgivningarna runt Xiling Linchang växer i huvudsak blandskog.
Genomsnittlig årsnederbörd är 1 089 millimeter. Den regnigaste månaden är juli, med i genomsnitt 249 mm nederbörd, och den torraste är januari, med 14 mm nederbörd.